# Montréal, Aude
Montréal är en kommun i departementet Aude i regionen Occitanien  i södra Frankrike. Kommunen ligger  i kantonen Montréal som ligger i arrondissementet Carcassonne. År 2022 hade Montréal 2 116 invånare.

## Befolkningsutveckling
Antalet invånare i kommunen Montréal
Referens: INSEE